# Le Chevalier à l'épée

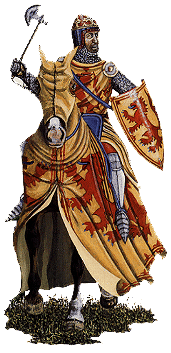
Le chevalier Gauvain

Le Chevalier à l'épée est un écrit qui date de la fin du XIIe siècle, début du XIIIe siècle. Son auteur est anonyme.  Il s'agit d'un texte consacré à Gauvain,, le neveu du Roi Arthur qui, selon l'auteur du récit est un personnage qui a été négligé par Chrétien de Troyes.  Il relate une aventure de son héros que celui-ci a suscitée par un désir d'action sous-tendu par le plaisir et le divertissement.  Elle n'est ainsi pas liée à la quête du Graal.  Le chevalier à l'épée est fourbe et ne supporte pas d'être contredit.  En outre, il a un comportement curieux envers les chevaliers rencontrés et envers sa propre fille : il sait qu'il les envoie à la mort en leur faisant croire au plaisir et il refuse à sa fille tout attachement à un autre homme.
Gauvain lui est d'un caractère généreux et il est valeureux.  Il ne veut pas être couvert de honte en refusant les défis et aventures rencontrés.  Dès lors, il poursuit sa route jusqu'au bout.

## Résumé
Gauvain se trouve à la cour du Roi Arthur.  Il décide de partir à l'aventure et fait seller son cheval et préparer ses armes.  Il a une envie de plaisir et de divertissement.  Il part ainsi au hasard et perdu dans ses pensées, il s'égare.  Il rencontre un chevalier a qui il demande son chemin pour rentrer à la cour.  Le chevalier veut bien l'aider à condition qu'il passe la nuit avec lui et ensuite qu'il l'accompagne chez lui.  Gauvain accepte ces contraintes.  Sur la route du château du chevalier, il est prévenu que beaucoup de braves chevaliers sont passés avant lui et ne sont jamais reparus.  Gauvain ne renonce pas; il poursuit sa route.  Il est bien accueilli par le chevalier qui lui présente sa fille qui est d'une beauté parfaite et qui l'invite à en prendre possession.
En Gauvain naît un désir d'étreindre la fille du chevalier.  Cependant, tout en sachant que son père lorsqu'il est contrarié est capable d'occire celui qui s'oppose à sa volonté, elle met Gauvain en garde sans lui préciser la nature du danger.
Après un bon repas, voilà Gauvain et la fille couchés et nus dans le même lit.  Malgré l'avertissement, Gauvain s'approche de la fille.  Mais une épée suspendue au-dessus du lit s'anime et vient blesser Gauvain, au flanc.  C'est une blessure légère.  La fille lui explique que maints chevaliers ont perdu la vie dans ce lit.  Gauvain ne se résigne pas et tente à nouveau et est une seconde fois blessé au flanc.  Il se résigne.
Au petit matin, le chevalier est contrarié de revoir Gauvain vivant.  Mais comme l'épée devait épargner le meilleur chevalier, Gauvain est déclaré tel et peut sans danger cette fois, donner libre cours à son désir avec la fille qui l'accepte.  Il peut même prendre possession du château, ce à quoi il renonce.
Son séjour au château dure un certain temps.  Gauvin jugeant que son absence a assez duré, se décide à repartir avec sa dame.  Elle veut bien l'accompagner à condition d'emporter ses deux lévriers.  Peu après leurs adieux au père et leur départ, ils rencontrent un chevalier en armure qui veut emmener la fille.  Comme Gauvin non équipé ne peut le combattre d'égal à égal, l'autre propose que la dame choisisse qui elle veut suivre.  Gauvain est confiant et accepte ce jeu.  Et la dame choisit le chevalier car selon elle, si Gauvain est le meilleur à l'épée, elle met en doute ses autres capacités.  Elle réclame aussi ses deux chiens que Gauvain veut garder et qu'il trouve plus fidèles qu'une femme.  Car les deux lévriers ont aussi été amenés à choisir entre Gauvain et ce chevalier.  Et ils se sont dirigés vers Gauvain.  
Mais la dame ne renonce pas.  Il y a combat entre les deux chevaliers.  Plein de rage, Gauvain tue le chevalier.  La dame demande à Gauvain de la reprendre, ce qu'il refuse.  Il l'abandonne à son sort et il rentre au pays avec les 2 chiens.  Tous sont heureux de le revoir vivant et d'écouter le récit de son aventure.  